# Horace Andy
Horace Andy, ursprungligen Horace Hinds, född 19 februari 1951 i Allman Town i Kingston, är en jamaicansk låtskrivare och sångare.
Horace Andy föddes i den fattiga stadsdelen Allman Town strax öster om det mer kända slumområdet Trenchtown i Jamaicas huvudstad Kingston. Han är inte en av de stora reggaeartisterna från 1970-talet, men han är en reggaeikon eftersom han lyckats med en fortsatt karriär strax under det översta skiktet inom nästan alla stilar som utvecklats från den traditionella 1970-talsreggaen. Hans signum är en skälvande tenor eller falsett, en röst och sångstil som beskrivits som "bitterljuv", smäktande släpig, hypnotisk, eterisk, som en sömnig katts jamande, till och med spöklik, men även som tillgjord.. Han är även känd för sin klatschiga lyrik, inte minst i sina 70-talshits "Skylarkning", "Spying Glass", "Money Money" och "Love of a Woman". Han har även uppmärksammats för sin cover av The Temptations låt "Papa Was a Rolling Stone" – en version som både beundrats och förkastats.

## Biografi
Horace Hinds växte upp i och omkring Allman Town i Kingston, Jamaica. Han såg och fick inspiration av sin äldre kusin, Justin Hinds (1942–2005), som var en stor stjärna i 1960-talets Jamaica inom musikgenrerna ska, rocksteady och tidig reggae, och som kanske ihågkoms mest för hitlåten "Carry Go Bring Home". Det var ofrånkomligt att Horace skulle försöka följa i sin kusins fotspår. Han valde dock inte att söka sig till Justins producent Duke Reid utan spelade vid 16 års ålder (1967) in sin första singel för George "Phil" Pratt: "This Is A Black Mans Country". Denna rocksteady-låt uppmärksammades dock knappt alls, och den unge Horace Ands tillbringade ytterligare ett par år i skuggorna. I januari 1970 – när en ny musikstil kallad reggae letade efter sin form och gestaltning – fick han möjlighet att tillsammans med sin kompis Frank Melody göra en audition hos Coxsone Dodd, som ägde Studio One. Dodd var inte nöjd med de båda tillsammans, så den 19-årige Horace Hinds fick komma tillbaka senare samma vecka för att ensam göra en provsjungning. Han framförde sin egen ballad "Got To Be Sure", och denna gång var Dodd nöjd. Musiker anlitades för en inspelning, men Dodd gillade inte efternamnet Hinds eftersom detta förde tankarna till den äldre kusinen och dennes publik. Dodd ville ha en ny stjärna med ett namn som tilltalade Jamaicas tonåringar, och döpte därför om den unge artisten till Horace Andy, inte minst därför att en stor stjärna just då var Bob Andy – tidigare medlem av The Paragons (som gjorde låten "The Tide Is High" som bl.a. Blondie gjorde en coverversion av) och blivande listetta tillsammans med Marcia Griffiths (Bob and Marcia).

### Genombrottet: Skylarking
Åren 1971–1972 släpptes ytterligare singlar med Horace Andy som "See A Man's Face", "Night Owl", "Fever", and "Mr. Bassie". En av Andy mest kända låtar, "Skylarking", dök upp först på Dodds samlingsalbum med olika artister – Jamaica Today – men efter att låten blivit en succé när den spelades på de rullande gathörnsdiskotek som kallades för sound systems, pressades singlar upp för försäljning och låten gick rakt upp till toppen på den jamaicanska topplistan 1972, och samma år kom Horace Andys första LP, också den med namnet Skylarking LP:n innehöll även låtar som "Where Do The Children Play, "Just Say Who" "Love Of A Woman", "Something's On My Mind" och "Every Tongue Shall Tell", och Horace Andy hade nu börjat omfamna den rastafarianska tron. Album med namnet Skylarking har sedan getts ut på nytt, ibland när ett nytt sound eller sub-genre initierats inom reggaemusiken, eller när den internationella efterfrågan på ursprunglig reggae med ojämna mellanrum gått upp. AllMusics skribent menar att Horace Andy – som lyckats behålla sin röst i gott skick – tillför något nytt och unikt varje gång han spelar in en av sina gamla låtar på nytt, vilket gör honom till en huvudvärk för både samlare och recensenter.

### Jamaica, USA och London
Andy fick sin andra listetta i Jamaica 1973 med låten "Children Of Israel". Han hade sedan ett fruktbart samarbete med producenten Bunny Lee i mitten av 1970-talet, vilket resulterade i både nya låtar och nyinspelningar av tidigare material: "Skylarking", "Just Say Who", "Don't Try To Use Me", "You Are My Angel", "Zion Gate", "I've Got to Get Away", and a new version of "Something on My Mind". År 1977 flyttade Andy till Hartford i Connecticut, och samarbetade där med producenten Everton DaSilva, vilket bl.a. resulterade i albumet In The Light (1977), en dub-version av denna LP samt singlar som "Do You Love My Music" och "Government Land". Horace Andy registrerade ett eget skivmärke, Rhythm Label, men samarbetet med DaSilva tog slut när denne mördades 1979. Andy var dessutom en av de första som experimenterade med dancehall – framför allt med albumet Dace Hall Style (1982). I mitten av 1980-talet flyttade från USA till London, och spelade in musik både där och på Jamaica.
Under 1990-talet nådde Horace Andy en helt ny publik genom sitt samarbete med trip-hop pionjärerna Massive Attack, och han bidrog till samtliga fem av gruppens album. Under mitten av 1990-talet samarbetade han också med Mad Professor och släppte albumen Life Is For Living och Roots And Branches. Albumet Living In The Flood (1999) var det första på tio år som han släppte under eget namn och med mestadels helt nytt material. Det är en reggae-CD som gjort många techno- och electronica-fans lyriska, och som vittnar om den bredd som finns inom reggaen för att inte tala om hos artisten Horace Andy själv. Han har samma starka längtan efter att göra musik som Bob Marley hade, dvs om han inte hade tagit sig fram med reggae och rastafari hade han hittat något annat sätt, och Andys största dröm är att någon tar reggaen till de höjder som Marley gjorde, till toppen av den riktiga engelska topplistan alla kategorier (och inte bara till toppen på reggaelistan). Och han upplever ibland att det är ett problem att publiken kommer för att se en reggaeikon och höra hans gamla låtar, medan han själv vill sjunga sina nya:
| ” | They want me to go back to the 70s but I still have that thirst in me. | „ |

Hans karriär fortsatte de två första decennierna på det nya årtusendet. Åren 2010 och 2011 har han inlett ett samarbete med den jamaicabaserade dancehallstjärnan Alborosie. Musikrecensenten Jo-Ann Greene har skrivit om honom:
| ”                | En av Jamaicas mest framstående och älskade sångare är Horace Andy, välsignad med en av de mest särpräglade rösterna på ön. Hans känsloladdade framförande har bara gett ytterligare tyngd åt hans image. Hans klassiska inspelningar från 1970-talet är fortfarande värda att lyssna på, medan hans senare samarbete med trip-hop hjältarna Massive Attack har introducerat sångaren för en helt ny generation av hängivna fans. Faktum är att Andy arbete varit av så genomgående hög klass genom åren, att man inte kan peka ut någon period då han inte kunnat leverera släppa extraordinära inspelningar. | „ |
| – Jo-Ann Greene, | |   |

## Diskografi

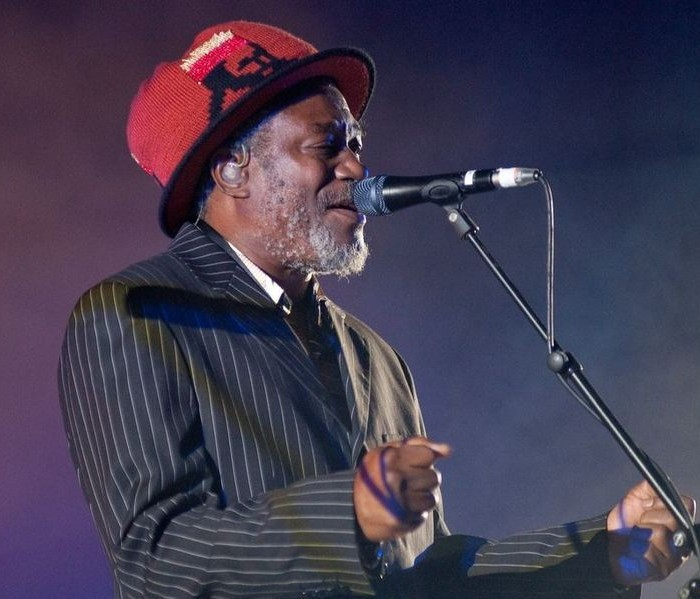
Horace Andy uppträder i Moskva 2009.

### Studioalbum (urval)
- 1972 – Skylarking (Studio One)
- 1973 - You Are My Angel (Trojan Records)
- 1974 - Get Wise (Sunshot)
- 1974 - Horace Andy & Winston Jarrett & The Wailers - The Kingston Rock (AKA Earth Must Be Hell) (RCA)
- 1977 - In The Light (Hungry Town)
- 1977 - In The Light Dub (Hungry Town)

1995 – In The Light / In The Light Dub (Blood and Fire) - nyutgåva
- 1978 - Natty Dread A Weh She Want (New Star)
- 1979 - Pure Ranking (Clocktower)
- 1980 - Showcase (Tad's)
- 1980 - Horace Andy & Errol Scorcher - Unity Showcase (12 Stars)
- 1982 - Bim Sherman Meets Horace Andy and U Black - In A Rub A Dub Style (Yard)
- 1982 - Exclusively Horace Andy (Solid Groove)
- 1983 - Dance Hall Style (Wackies)
- 1985 - Dennis Brown & Horace Andy - Reggae Superstars Meet (Striker Lee)
- 1985 - Confusion (Music Hawk)
- 1985 - Horace Andy & Patrick Andy - Clash Of The Andys (Thunder Bolt)
- 1985 - Horace Andy & Rhythm Queen - Elementary (Rough Trade)
- 1987 - Everyday People (Wackies)
- 1987 - Haul And Jack Up (Live And Love)
- 1988 - Fresh (Island In The Sun)
- 1988 - Shame and Scandal
- 1988 - Everyday People (Wackies)
- 1994 - Jah Shaka & Horace Andy - Jah Shaka Meets Horace Andy (Jah Shaka Music)
- 1994 - Dub Salute 1 Featuring Horace Andy (Jah Shaka Music)
- 1995 - Seek and You Will Find (Blackamix International)
- 1995 - Seek and You Will Find - The Dub Pieces (Blackamix International)
- 1995 - Life Is For Living (Ariwa)
- 1997 - Roots and Branches (Ariwa)
- 1999 - Living In The Flood (Melankolic)
- 2002 - Mek It Bun (Wrasse)
- 2004 - From the Roots: Horace Andy Meets Mad Professor (RAS)
- 2005 - This World (Attack Records)
- 2007 -  Horace Andy & Sly & Robbie - Livin' It Up (Medium)
- 2008 - On Tour (Sanctuary Records)
- 2009 - Two Phazed People (Don't Touch)

### Samlingsalbum och livealbum (urval)
- 1974 - Best of (Studio One)
- 1993 - Rude Boy (Shanachie)
- 1996 - Slylarking (Melankolic/Virgin)
- 1997 - Good Vibes 1975-1979 (Blood and Fire)
- 1998 - Mr. Bassie (Heartbeat)
- 1998 - See and Blind (Heartbeat)

### Samarbeten
- 1991 - Blue Lines av Massive Attack (Andy sjunger i låtarna One Love, Five Man Army och Hymn Of The Big Wheel)
- 1994 - Protection av Massive Attack Andy sjunger i låtarna Spying Glass och Light My Fire)
- 1998 - Mezzanine av Massive Attack Andy sjunger i låtarna Angel, Man Next Door och (Exchange))
- 2003 - 100th Window av Massive Attack Andy sjunger i låtarna Everywhen och Name Taken)
- 2010 - Heligoland av Massive Attack Andy sjunger i låtarna Splitting the Atom och Girl I Love You)